# 프레야 베하
프레야 베하(Freja Beha, 1987년 10월 18일 ~ )는 덴마크의 모델이다.